# 约翰·诺斯洛普
约翰·纳的森·诺斯洛普（John Knudsen Northrop，1895年11月10日—1981年2月18日），绰号杰克·诺斯洛普，出生於新澤西州纽瓦克，美国航空工业家，诺斯洛普公司的创建者和洛克西德公司的创始人之一。

## 初期生涯
诺斯洛普于1916年進入聖塔芭芭拉的洛克希德飛機製造公司擔任製圖員，在公司任職時他設計製造了生涯中第一款作品：洛克希德S-1（Loughead S-1）。由於洛克希德公司的產品在民用市場沒有競爭力，最後這間公司在第一次世界大戰結束後因經營不善在1920年倒閉。1923年诺斯洛普加入了道格拉斯飞行器公司，參與了道格拉斯環球巡航者開發作業，並逐漸成為公司的首席工程师。1927年，諾斯羅普離開道格拉斯公司，加入在1926年重建的洛克西德公司，擔任洛克希德織女星開發總工程師，織女星的前衛設計及優秀性能成為愛蜜莉亞·艾爾哈特飛越大西洋所使用的座機，織女星在1920年代締造各種飛行紀錄上，也替洛克希德飛機公司獲取相當收益。
除了在洛克希德的工作，諾斯羅普本人對飛翼機的探索也在這時開始，1929年諾斯羅普打造一架全金屬製飛翼機，但由於飛行控制尚不成熟，最後只得在該機身上裝設垂直尾翼。

## 創業辦校
1927年，諾斯羅普離開洛克希德，1928年成立了Avion公司，但是在1929年這間公司遭聯合飛機與運輸公司收購，公司先改名為諾斯羅普飛機公司（Northrop Aircraft Corporation），後縮編成諾斯羅普航空技術公司。不過這間公司在1931年計畫將公司搬遷至堪薩斯州，諾斯羅普因此脫離聯合公司，在老唐納德·威爾士·道格拉斯協助在加州瑟袞多開設诺斯洛普公司，為道格拉斯公司旗下子企業。諾斯羅普公司在1930年代研製出幾款成功的應力蒙皮金屬製飛機，包括諾斯羅普伽馬、諾斯羅普德爾塔，但是這間公司在1937年時因勞資問題導致公司解散，成為道格拉斯公司直屬的瑟袞多部門。
1939年，诺斯洛普在加州霍桑重新設立諾斯羅普公司，這間公司由航空家兼商人莫耶·韋克斯·史蒂芬斯協助成立。1942年在加州創辦諾斯洛普航空學院（後為Northrop University，1990年停辦）在新的公司里，诺斯洛普把精力集中在“飞翼”的设计方面。诺斯洛普相信飞翼是飞行器设计的下一个重要阶段。其设计的飞翼包括諾斯羅普N-1M， 诺斯洛普N-9M，诺斯洛普YB-35，诺斯洛普YB-49等。但最後因YB-49與軍方的衝突，諾斯羅普在他57歲的1952年退休離開公司與航空業。
在探索頻道製作的紀錄片“The Wing Will Fly”，其子傑克·諾斯羅普二世陳述其父一生都懷疑在YB-49和美軍的衝突是競爭廠商康維爾於幕後操作的陰謀。

## 晚年
1950年代離開公司後，諾斯羅普在房地產業經商，但因經營不善失去大部分財富。
1976年後，諾斯羅普健康狀況逐漸轉壞，他當時向美國國家航空暨太空總署致函希望它們重視飛翼機的低阻力與高升力特質，太空總署回函說「他的概念並沒被拋棄」。至1970年代末期，諾斯羅普受多重疾病打擊，逐漸無法言語或行走；但是在1980年4月，諾斯羅普公司特地邀請他本人返回公司，美國空軍也特案許可他進入諾廠當時高度機密的計畫辦公室，向他展示ATB計畫－B-2幽靈戰略轟炸機的概念與模型。就後世轉述，當時諾斯羅普在一張紙上顫抖地寫出：
|  | 我現在終於知道為何上帝要讓我繼續多活25年。 （Now I know why God has kept me alive for 25 years） |

10個月後，諾斯羅普逝世，享年85歲。

## 榮譽
1974年，諾斯羅普被美國機械工程師學會授予聖路易斯精神獎章。
1972年，諾斯羅普被引介列入國際航太名人堂，1974年又被列入美國國家航空名人堂，2003年被追認進入美國國家發明名人堂。
風神翼龍屬的一個品種以他的名字命名為Quetzalcoatlus northropi。
霍桑機場又被稱作傑克·諾斯羅普飛行場。